# Chantal Gary
Chantal Gary (geboren am 11. Februar 1988 in der Stadt Luxemburg) ist eine luxemburgische Politikerin und Geographin. Sie ist für die Grünen seit Oktober 2019 Mitglied der Abgeordnetenkammer, dem Parlament des Landes. Als Handballspielerin kam sie, ebenso wie im Taekwondo, zu nationalen Meisterehren.

## Leben
Gary wurde am 11. Februar 1988 in der Stadt Luxemburg geboren. Sie wuchs in Grevenmacher auf, wo sie seit 2018 als Hobby auch einen aus dem Besitz der Familie übernommenen kleinen Weinberg bewirtschaftet. Gary studierte Geographie an den Universitäten Montpellier und Innsbruck. In ihrer Masterarbeit von 2018 behandelte sie das Thema des Fairen Handels am Beispiel einer Kooperative in Peru. Anschließend kehrte Gary in ihr Heimatland zurück, wo sie eine Anstellung bei Fairtrade Lëtzebuerg und später beim Verkehrsverbund erhielt.

## Politik
Gary kam früh in Kontakt mit grüner Politik. Ihre Eltern engagierten sich in dieser Richtung, zu den Geschwistern ihrer Mutter Antoinette zählen der Parlamentsabgeordnete und Minister Henri Kox sowie Martin Kox, Erster Schöffe in Esch. Bei der Kammerwahl im Oktober 2018 kandidierte Gary im Wahlbezirk Ost für einen Sitz im Parlament und landete, bei einem von ihrer Partei dort gewonnenen Mandaten, auf dem dritten Platz. Nachdem zunächst Carole Dieschbourg und dann Onkel Henri in die Regierung berufen worden waren und daher ihr Abgeordnetenmandat hatten aufgeben müssen, konnte Gary am 23. Oktober 2019 in die Kammer nachrücken.
Als Themenschwerpunkte ihrer politischen Arbeit sieht Gary die Bereiche des ökologischen Landwirtschaft und des Weinbaus sowie die Förderung nachhaltiger Mobilität, insbesondere die Weiterentwicklung des öffentlichen Nahverkehrs sowie Sport und Chancengleichheit. Im Parlament ist sie Mitglied mehrerer Ausschüsse, bei dem zu Verkehr und öffentlichen Baumaßnahmen hat sie seit Februar 2022 den Vorsitz inne.

## Sport
Gary spielte, wie auch die Mutter und die Schwester, erfolgreich Handball. Mit der Mannschaft des in Grevenmacher ansässigen HB Museldall gelang es ihr 2017, das Double aus Meisterschaft und Pokal zu gewinnen. Nachdem sie 2019 ihre aktive Karriere beendet hatte, bleibt Gary dem Verein als Präsidentin weiter verbunden.
2007 gewann Gary die Landesmeisterschaft im Taekwondo.